# Pierre Eléonore Le Dieu de Ville
Pierre Eléonore Le Dieu de Ville, né le 9 septembre 1737 au château de Raday à Fleury-la-Rivière (Marne), mort le 10 décembre 1816 à Fleury-la-Rivière (Marne), est un général de brigade de la Révolution française.

## États de service
Il est fait chevalier de Saint-Louis le 20 décembre 1776.
Il est nommé chef de brigade le 27 novembre 1792, au 5e régiment d’artillerie à pied, et le 1er janvier 1793, il prend les fonctions de directeur de l’artillerie à Metz.
Il est promu général de brigade provisoire le 27 mai 1793, et il est blessé le 12 juin 1793.
Non confirmé dans son grade de général de brigade, il est admis à la retraite le 26 octobre 1795, en qualité de chef de brigade.
Il meurt le 10 décembre 1816, dans son château de Raday, à Fleury-la-Rivière.

## Sources
- (en) « Generals Who Served in the French Army during the Period 1789 - 1814: Eberle to Exelmans »
- Pierre Eléonore Le Dieu de Ville  sur roglo.eu
- Léon Hennet, Etat militaire de France pour l’année 1793, Siège de la société, Paris, 1903, p. 116.
- Alex Mazas, Histoire de l'ordre royal et Militaire de Saint-Louis depuis son institution, jusqu'en 1830, Tome 2, Firmin Didot frère, Paris, 1860, p. 176.